# カロリーナ・ゴチェヴァ
カロリーナ・ゴチェヴァ（マケドニア語:Каролина Гочева / Karolina Gočeva）はマケドニア共和国の歌手。2002年と2007年のユーロビジョン・ソング・コンテストに出場した。ユーゴスラビア社会主義連邦共和国、マケドニア社会主義共和国ビトラ（現マケドニア共和国）出身、1980年4月28日生まれ。

## 略歴

### メジャー・デビューまで
10歳のときにビトラで行われたフェスティバル"Si-Do"、および シュティプ（Štip）で行われた"Makfest 91"に参加したのが音楽業界での第一歩であった。1994年からはユーロビジョン・ソング・コンテストのマケドニア代表を選考する"SkopjeFest"のレギュラー参加者となり、1996年には9位入賞、1998年には4位入賞を果たした。

### メジャー・デビュー後
2000年、彼女はレコード・レーベルAvalon Productionsと契約、アルバム『Jas imam pesna』（歌を手に入れた）がリリースされた。同アルバム収録の「Nemir」（不安）では、トシェ・プロエスキと共演した。同2000年のSkopjeFestには、ダルコ・ディミトロフプロデュースの「Za nas」で挑んだものの、僅差で破れ2位に終わった。
この頃から多くのフェスティバルなどへの参加を通じてユーゴスラビア圏で次第に知名度を上げていったカロリーナは、2002年に新アルバム『Zošto sonot ima kraj』（どうして夢は終わってしまったの？）をリリース。同2002年、「Od Nas Zavisi」（私たち次第）でついに念願であったSkopjeFestでの優勝を果たし、ユーロビジョン・ソング・コンテストのマケドニア代表の座を勝ち取った。
ユーロビジョン・ソング・コンテストへの参加に際しては、歌詞の言語名を「マケドニア語」とすることに関して論争があった。レコードレーベル側は英語での出場を希望したが、テレビ局側は、マケドニア語で歌わないのならSkopjeFestで2位だったアーティストをマケドニア代表として参加させると主張、結局マケドニア語での参加となった。ユーロビジョン・ソング・コンテスト2002では19位に終わったものの、バルカン半島諸国での知名度を大きく上げることになった。

### 国際的人気歌手へ
2003年にはアルバム『Znaeš kolku vredam』（私が素晴らしいって知ってるでしょ）をリリース。その間も多くのフェスティバルやコンサートに出演し続け、オフリドでのコンサートではヴラド・ヤネフスキ（Vlado Janevski）をスペシャルゲストとして招いた。この頃から、旧ユーゴスラヴィア諸国やブルガリアへも彼女の人気は浸透し、『Znaeš kolku vredam』の収録曲を全てセルビア語で歌ったアルバム『Kad zvezde nam se sklope...kao nekada』（また星が並ぶとき）をリリースした。
2005年にモンテネグロのヘルツェグ・ノヴィ（Herceg Novi）で行われたスンチャネ・スカレ（Sunčane Skale）フェスティバルで「Ruža Ružica」（赤い花）を歌い、4位入賞した。同じく2005年にはアルバム『Vo zaborav』（忘却の彼方）をリリース。このとき、プロモーション・ビデオ撮影のため、チェコのプラハを訪問していたが、現地の制作会社とトラブルになり、2曲分のプロモーション撮影の予定を1本で切り上げて帰国、この会社から100,000ユーロの訴訟を起こされるというスキャンダルに見舞われる。このアルバム「Vo zaborav」でも、セルビア語版のアルバム『U Zaboravu』を製作し、リリースした。さらに、西部方言のクロアチア語で数曲歌った特別バージョンもリリースされた。

## アルバム

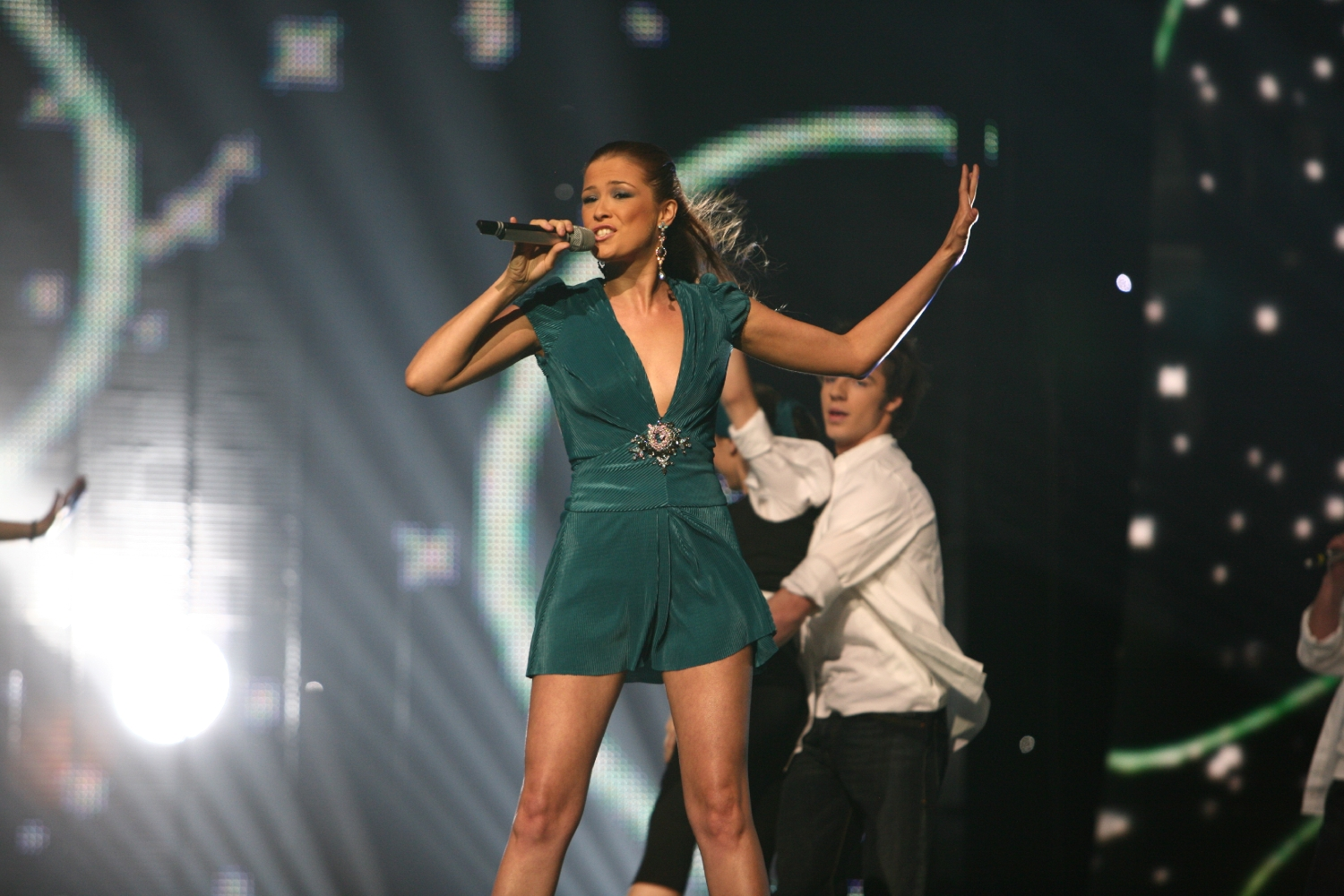
ユーロビジョン・ソング・コンテスト2007にて

- Mamo pusti me - 1992年
- Jas Imam Pesna - 2000年
- Zošto sonot ima kraj - 2002年
- Znaes Kolku Vredam - 2003年
- Kad Zvezde Nam Se Sklope...Kao Nekada - 2003年（セルビア語）
- Vo Zaborav - 2005年
- U Zaboravu - 2006年 （セルビア語）
- Mojot Svet / My World - 2007年
- Makedonsko Devojče - 2008年

## ユーロビジョン・ソング・コンテスト2002
カロリーナは「Od Nas Zavisi」（私たち次第）でユーロビジョン・ソング・コンテスト2002にマケドニア代表として参加し、19位に終わった。しかし、彼女の美貌には大きな注目が集まり、「ミス・ユーロビジョン2002」として選出された。彼女はこの大会への参加を通じて、バルカン半島を中心とする諸外国でも知名度を上げることになった。

## ユーロビジョン・ソング・コンテスト2007
カロリーナは2007年にもユーロビジョン・ソング・コンテストにマケドニア代表として参加、「Mojot Svet」を歌った。
ヘルシンキで行われたこの大会で彼女は準決勝9位で決勝進出を果たし、決勝では14位となった。